# Tifón Mujigae
El tifón Mujigae, conocido en Filipinas como tormenta tropical Kabayan, fue el tifón que más daño ocasionó en China en 2015. Causó daños generalizados en las provincias chinas de Guangdong, Guangxi y Hainan del 3 al 6 de octubre de 2015; y en su origen impactó a Filipinas como un ciclón tropical en desarrollo. Luego trajo fuertes lluvias a Tailandia y Vietnam. 

## Origen y desarrollo
Mujigae se originó en una zona de alteraciones meteorológicas que se formó al este de Filipinas el 29 de septiembre. La perturbación se organizó lentamente en un entorno favorable y se convirtió en una depresión tropical el 30 de septiembre. Viajó de manera constante hacia el oeste-noroeste y tocó tierra en Luzón Central a última hora del 1 de octubre, antes de cruzar al Mar de China Meridional a la mañana siguiente. Mujigae se fortaleció rápidamente durante los dos días siguientes, convirtiéndose en un tifón maduro con vientos sostenidos de 10 minutos de 155 km / h (100 mph), vientos sostenidos de 1 minuto de 215 km / h (130 mph) y un mínimo presión de 950 hPa (28.05 inHg). Luego, el tifón tocó tierra sobre Zhanjiang, Guangdong, y se debilitó rápidamente, disipándose tierra adentro sobre Guangxi el 5 de octubre. 
Como sistema en desarrollo, Mujigae trajo ráfagas de viento, lluvias moderadas y mares agitados a la isla de Luzón en Filipinas. Se produjeron numerosos deslizamientos de tierra e inundaciones repentinas que dañaron carreteras, casas y tierras agrícolas. Se informaron breves cortes de energía y se cerraron puertos y escuelas. Las grandes olas causadas por la tormenta volcaron una gran cantidad de barcos de pesca, dejando a muchos pescadores desaparecidos y requiriendo operaciones de búsqueda y rescate por parte de la Armada y la Guardia Costera de Filipinas. En total, Mujigae mató al menos a cuatro en Filipinas, dejó a 12 desaparecidos y causó daños valorados en ₱ 46,9 millones (US $ 1,03 millones).
Los impactos más severos de Mujigae ocurrieron en China, siendo las provincias de Guangdong, Guangxi y Hainan las más afectadas. El tifón afectó a 7,5 millones de personas en las tres provincias, causando 27 muertes y pérdidas económicas de ¥ 27 mil millones (US $ 4,27 mil millones). Las bandas exteriores del tifón generaron tornados destructivos en Guangzhou y Foshan, que resultaron en cortes de energía generalizados e interrupciones en las telecomunicaciones y el suministro de agua. Los tornados mataron a siete personas y dejaron 223 heridos, mientras destruían hogares, fábricas y almacenes. En otros lugares, los árboles caídos, los deslizamientos de tierra y los edificios derrumbados fueron los responsables de la mayoría de las muertes. Los fuertes vientos derribaron líneas eléctricas y dañaron cultivos, mientras que las inundaciones repentinas y los deslizamientos de tierra en terrenos montañosos causaron más destrucción. En preparación para la tormenta, los barcos y los trabajadores en alta mar fueron llamados a puerto, se retrasaron o cancelaron varios vuelos, se suspendieron los servicios de trenes y se cerraron las atracciones turísticas. Estos tuvieron el efecto de interrumpir el turismo en medio de las vacaciones de la "Semana Dorada" de China en lugar de su Día Nacional. Hong Kong y Macao experimentaron ráfagas de viento y fuertes lluvias del 3 al 5 de octubre cuando Mujigae pasó hacia el sur, pero quedaron relativamente ilesos. Después de que pasó la tormenta, el Centro Nacional de Reducción de Desastres de China y el Ministerio de Asuntos Civiles asignaron fondos de inmediato para el socorro en casos de desastre y distribuyeron artículos a los residentes afectados. La Comisión Nacional de Desarrollo y Reforma luego emitió más fondos para los esfuerzos de reconstrucción en Guangdong y Guangxi
Hacia el final de la vida útil de Mujigae, sus bandas de lluvia exteriores trajeron fuertes lluvias a partes de Vietnam y Tailandia, lo que resultó en inundaciones repentinas localizadas. En consecuencia, algunas casas y cultivos resultaron dañados. 

## Historia meteorológica

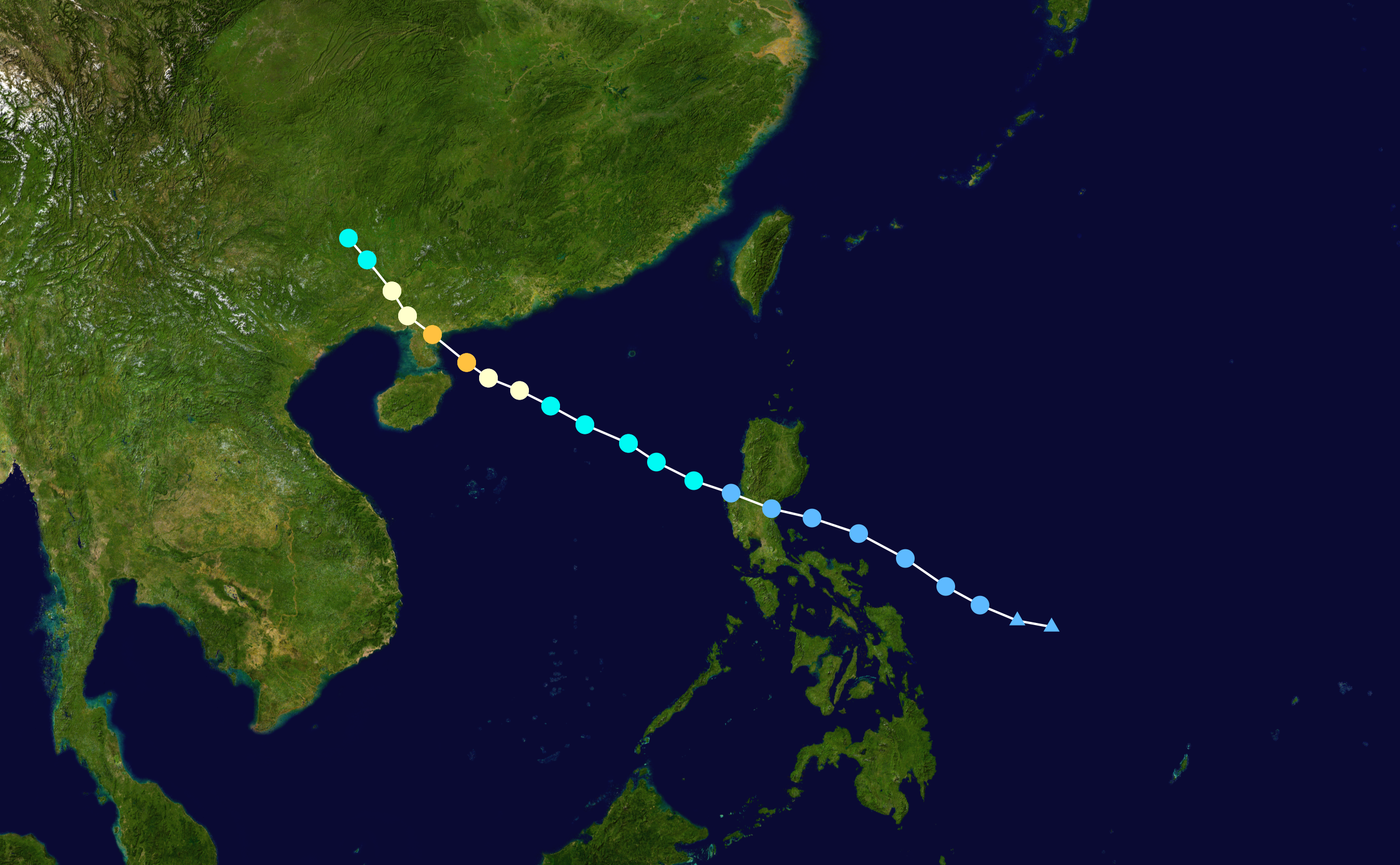
Recorrido de Mujigae.

A las 00:00 UTC del 30 de septiembre, se desarrolló una perturbación tropical cerca de 11,9 ° N 130,3 ° E, a unos 600 km (370 millas) al este de Filipinas. El Centro Conjunto de Advertencia de Tifones (JTWC) consideró que la perturbación se había convertido en una depresión tropical a las 12:00 UTC y le asignó el identificador 22W. La Agencia Meteorológica de Japón (JMA) también clasificó el sistema como depresión tropical a las 18:00 UTC.La depresión estaba ladeada en ese momento, con la mayor parte de la actividad de tormentas eléctricas al oeste del centro del sistema. En medio de una cizalladura vertical baja del viento y un buen flujo de salida que ayudó al crecimiento de las tormentas eléctricas, la depresión mejoró aún más en organización hasta el 1 de octubre, a medida que se movía hacia el oeste-noroeste bajo la influencia de una cordillera subtropical hacia el norte. La Administración de Servicios Atmosféricos, Geofísicos y Astronómicos de Filipinas nombró al sistema Kabayan a las 02:00 UTC del 1 de octubre. La JMA actualizó el sistema a tormenta tropical a las 12:00 UTC cuando comenzó a producir vientos sostenidos de 10 minutos de 65 km / h (40 mph),dándole el nombre de Mujigae.El JTWC, sin embargo, continuó clasificando el sistema como depresión tropical a medida que se acercaba a Filipinas. No se produjo una mayor intensificación el 1 de octubre cuando la circulación de Mujigae interactuó con la cordillera de la Sierra Madre. Mujigae tocó tierra entre Baler y San Luis en la provincia de Aurora, Luzón central, aproximadamente a las 20:00 UTC, y cruzó rápidamente la isla de Luzón, retrocediendo sobre las aguas del Mar de China Meridional a las 02:00 UTC del 2 de octubre.
Una vez sobre el agua, Mujigae pronto reanudó la intensificación, aprovechando las temperaturas de la superficie del mar de 28-29 °C (82-84 °F) y el fuerte flujo de salida a pesar de la cizalladura del viento ligeramente elevada. El JTWC finalmente evaluó a Mujigae como una tormenta tropical a las 06:00 UTC del 2 de octubre; la JMA elevó Mujigae aún más al estado de tormenta tropical severa seis horas después. Una característica ocular incipiente se hizo visible en las imágenes de satélite de microondas, mientras que las tormentas eléctricas asociadas se hicieron más intensas y se envolvieron más firmemente en la circulación del sistema. Mientras tanto, Mujigae siguió rastreando constantemente al oeste-noroeste y salió del Área de Responsabilidad de Filipinas a última hora del 2 de octubre. Un período de 30 horas de rápida intensificación comenzó a las 00:00 UTC del 3 de octubre, ayudado en gran medida por las aguas anormalmente cálidas del Mar de China Meridional, que incluso excedió los 30 °C (86 °F) alrededor de Hainan. Las temperaturas medias mensuales de la superficie del mar en el área fueron las más cálidas desde 1990, lo que le dio a Mujigae suficiente energía para fortalecerse a pesar de la cizalladura moderada del viento del este. La JMA estimó que los vientos de Mujigae aumentaron de 100 km / h (65 mph) a 155 km / h (100 mph) y la presión central descendió de 985 hPa (29.09 inHg) a 950 hPa (28.05 inHg) a las 00:00 UTC del día siguiente, 4 de octubre, después de lo cual alcanzó su punto máximo en intensidad. El JTWC evaluó que Mujigae continuó fortaleciéndose durante tres horas más y alcanzó vientos máximos sostenidos de 1 minuto de 215 km / h (130 mph), el equivalente a un huracán de categoría 4 en la escala Saffir-Simpson. En su apogeo, Mujigae poseía un ojo claramente definido de solo 24 km (15 millas) de ancho, centrado en un cielo denso central simétrico. Poco después, Mujigae tocó tierra en el distrito de Potou, Zhanjiang, provincia de Guangdong, a las 06:10 UTC del 4 de octubre. El debilitamiento rápido comenzó cuando el centro de circulación se movió sobre tierra, permaneciendo al norte del Golfo de Tonkin. Mujigae se debilitó a tormenta tropical a las 18:00 UTC del 4 de octubre y la JMA dejó de monitorear el sistema como una depresión tropical a las 00:00 UTC del 5 de octubre. La JTWC continuó rastreando a Mujigae mientras se movía tierra adentro sobre la provincia de Guangxi y lo notó por última vez, como tormenta tropical que se disipa a las 06:00 UTC del 5 de octubre.

## Efectos en Filipinas
Mujigae (conocida localmente como tormenta tropical Kabayan) pasó sobre Luzón del 1 al 3 de octubre, trayendo lluvias moderadas y vientos de hasta 120 km / h (75 mph). La Señal de Advertencia de Tormenta Pública No. 1 se elevó en las provincias de Catanduanes, Camarines Sur, Camarines Norte, Aurora y Norte de Quezón el 1 de octubre, y se extendió a Benguet, Tarlac, Ilocos Sur y Zambales el 2 de octubre. La señal No. 2, el nivel de advertencia más alto emitido para Mujigae, se elevó en La Unión y Pangasinán el 2 de octubre. Todas las advertencias se levantaron en la noche del 2 de octubre cuando Mujigae comenzó a alejarse de Filipinas.
La tormenta tropical afectó a unas 59.600 personas durante su paso por Filipinas. En Iba, Zambales, se registró un pico de precipitación total en 24 horas de 134,0 mm (5,28 pulgadas). En Luzón Central, un total de 703 casas resultaron dañadas, de las cuales 97 quedaron destruidas. Un deslizamiento de tierra en Gabaldón, Nueva Ecija requirió la evacuación de 30 familias, mientras que otro deslizamiento de tierra en Buenavista, Marinduque dañó un muro. Se informaron varios incidentes de inundaciones repentinas, con 50 barangays inundados con hasta 3 pies (0,91 m) de agua. Una persona en el municipio de María Aurora se ahogó en una inundación repentina, mientras que otra del municipio de Bongabón murió por la mordedura de una serpiente. El cuerpo de un pescador fue encontrado en el municipio de Agno el 3 de octubre, dos días después de que salió a pescar en el mar y fue reportado como desaparecido. En total, aproximadamente 6.480 personas fueron evacuadas a siete refugios. Las clases se suspendieron en gran parte de Luzón el 2 de octubre. Los puertos se cerraron en la región de Bicol y en el sur de Tagalog el 2 y 3 de octubre debido al mal mar, dejando a 212 pasajeros y 53 cargamentos rodantes varados. Doce carreteras y dos puentes quedaron bloqueados por inundaciones y deslizamientos de tierra. Los cortes de energía ocurrieron el 2 y 3 de octubre en partes de Aurora, Benguet y Pangasinán, incluida la ciudad de Baguio, aunque los servicios se restablecieron rápidamente. Los daños a la agricultura y la infraestructura en Ilocos y Luzón central se valoraron en ₱ 46,9 millones (US $ 1,03 millones), principalmente en las provincias de Aurora, Pampanga y Pangasinán. Después de la tormenta, las unidades del gobierno local y el Departamento de Bienestar Social y Desarrollo brindaron asistencia en casos de desastre por valor de ₱ 2,37 millones (US $ 52.000) a las provincias de Aurora, Bulacán y Nueva Écija.
Numerosos incidentes ocurrieron en el mar mientras los pescadores continuaban sus operaciones a pesar de que las agencias gubernamentales y la Guardia Costera de Filipinas les desaconsejaron hacerlo. Varios barcos pesqueros volcaron debido a las grandes olas, dejando a los pescadores a la deriva en el agua hasta cuatro días antes de que otros barcos los recogieran o los llevaran de regreso a la costa. La noche del 3 de octubre desaparecieron hasta 121 pescadores. La Armada de Filipinas activó dos aviones Islander y varios barcos para realizar operaciones de búsqueda y salvamento, junto con embarcaciones de la Guardia Costera. Tuvieron gran éxito en localizar a los pescadores desaparecidos, y el número de desaparecidos disminuyó a 56 para el 5 de octubre. Un "informe parcial y no oficial" de la Guardia Costera el 6 de octubre indicó que se había confirmado la muerte de tres pescadores; el 7 de octubre se recuperó el cuerpo de otro pescador de las aguas frente a Pangasinán. Las búsquedas se suspendieron entre el 7 y el 10 de octubre, dejando aún 12 desaparecidos.

## Efectos en China continental
El tifón Mujigae provocó graves impactos en las provincias de Guangdong, Guangxi y Hainan del 3 al 6 de octubre, afectó a más de 7,5 millones de personas y causó la muerte de 27. Con pérdidas económicas estimadas en ¥ 27 mil millones (US $ 4,2 mil millones), Mujigae fue el tifón más costoso que impactó en China en 2015. Al tocar tierra en Zhanjiang, Guangdong, la Administración Meteorológica de China estimó que Mujigae tenía vientos de 50 m/s (180 km/h; 110 mph) y una presión central de 940 hPa (27,76 inHg), lo que convierte a Mujigae en el tifón más fuerte que tocó tierra en China en el mes de octubre desde 1949. Las tres provincias experimentaron fuertes vientos de al menos Fuerza 9 en la escala de Beaufort, con una ráfaga máxima de 67,2 m/s (242 km/h; 150 mph) registrada en Zhanjiang. Lluvias torrenciales cayeron sobre la región durante los cuatro días, lo que provocó acumulaciones de lluvia de 100 a 500 mm (3,9 a 19,7 pulgadas). Las bandas de lluvia exteriores de Mujigae también produjeron tornados en partes de Guangdong el 4 de octubre. Se produjeron cortes de energía en gran parte de la región y se cortaron las líneas de transporte. Mujigae llegó a tierra durante un feriado de una semana (conocido como "Semana Dorada") en lugar del Día Nacional de China, interrumpiendo los planes de muchos turistas que buscaban viajar a la costa sur. La trayectoria de Mujigae y la rápida intensificación antes de tocar tierra trajeron comparaciones con el tifón Rammasun, que impactó significativamente áreas similares un año antes.

### Guangdong

Imágenes satelitales infrarrojas mejoradas del tifón Mujigae el cual se intensificó rápidamente el 3 de octubre antes de tocar tierra en Zhanjiang, Guangdong, el 4 de octubre.

Antes de la tormenta, la Administración Meteorológica de China emitió alertas rojas para la provincia, esperando ráfagas de viento superiores a 200 km/h (120 mph) y acumulaciones de lluvia de 250-280 mm (9,8-11,0 pulgadas). El estrecho de Qiongzhou se cerró al tráfico marítimo en la noche del 2 de octubre y casi 40.000 barcos pesqueros al oeste de Shanwei regresaron al puerto para refugiarse en Guangdong. Los atractivos turísticos costeros de la provincia se cerraron a partir del 3 de octubre. La suspensión de los servicios de ferry a las islas costeras dejó varados a 503 turistas en la isla Fangji; los fuertes vientos obstaculizaron los intentos de devolverlos al continente. El Centro Nacional de Pronósticos Ambientales Marinos emitió advertencias sobre marejadas ciclónicas y grandes olas ese mismo día. Se cancelaron los vuelos desde Zhuhai y Zhanjiang. China Southern Power Grid preparó a 24.000 trabajadores para abordar cualquier interrupción del suministro eléctrico. Las autoridades evacuaron a 170.400 personas en zonas vulnerables.
Mujigae tocó tierra en el distrito de Potou, Zhanjiang, en la tarde del 4 de octubre. El tifón trajo fuertes vientos y lluvias que afectaron a más de 3,53 millones de personas en Guangdong, y generó al menos tres tornados en la provincia. Un tornado aterrizó en el distrito Panyu de Guangzhou, matando a tres personas e hiriendo a 134. El tornado dañó varias casas y fábricas, derribó árboles, hizo saltar una subestación eléctrica y dañó cables eléctricos. Gran parte de los distritos de Panyu y Haizhu perdieron energía eléctrica por primera vez en 23 años. Los turistas que visitaban la Torre Canton en Haizhu tuvieron que ser evacuados después de que sufriera un apagón. Los cortes de energía tuvieron un efecto adicional en las comunicaciones y la infraestructura del agua, lo que resultó en una mayor interrupción. Otro tornado tocó tierra en el distrito de Shunde, Foshan, causando cuatro muertos y 89 heridos, mientras que infligió aproximadamente ¥ 130 millones (US $ 29 millones) de daños. El tornado tocó tierra durante 32 minutos y viajó 30,85 km (19,17 millas) al noroeste, dejando una franja de daños de un diámetro de entre 20 y 570 m (22 y 623 yardas). También se observó que poseía embudos gemelos en la intensidad máxima. El tornado de Foshan recibió una calificación EF3 en la escala Fujita mejorada, según las observaciones de grúas torre colapsadas y fábricas y almacenes destruidos. Un tercer tornado, esta vez una tromba marina, ocurrió cerca de la costa de Shanwei. Por contexto, los tornados en China son bastante poco comunes: se registraron menos de 100 en los últimos 50 años, de los cuales alrededor de 20 tuvieron una intensidad de EF3 o superior. Por lo tanto, cuando Mujigae impactó a China en 2015, el país no contaba con sistemas para pronosticar tornados y emitir advertencias relevantes, lo que probablemente contribuyó a un número elevado de muertes y daños más extensos.
Los daños fueron más graves en Zhanjiang, el lugar donde Mujigae tocó tierra. La ciudad experimentó apagones generalizados e interrupciones en el suministro de agua y las telecomunicaciones, lo que obstaculizó la evaluación de los daños. La tormenta hundió dos barcos pesqueros atracados en el puerto de la ciudad, ahogó a tres y dejó cuatro desaparecidos el 5 de octubre. Un edificio derrumbado en el distrito de Xiashan mató a una persona. En otros lugares, los deslizamientos de tierra mataron a un total de siete personas: cuatro en Xinyi, Maoming, dos en Luoding, Yunfu y una en el condado de Guangning, Zhaoqing. En general, en Guangdong, Mujigae mató al menos a 18 personas y dejó cuatro desaparecidos. El tifón dañó 3.374 casas y 282.700 hectáreas (699.000 acres) de cultivos en toda la provincia. Las pérdidas económicas directas alcanzaron los 23.240 millones de yenes (3.642 millones de dólares estadounidenses).

### Guangxi
Como se esperaba que Mujigae pasara por el este de Guangxi, se emitieron advertencias de fuertes lluvias y ráfagas de viento, y se observó una mayor posibilidad de deslizamientos de tierra. Aproximadamente 12.700 barcos pesqueros en aguas de la región fueron llamados de regreso a puerto y 35.400 trabajadores en alta mar fueron evacuados. Diecinueve vuelos desde el aeropuerto Beihai Fucheng fueron cancelados debido a que las condiciones climáticas adversas obligaron a cerrar el aeropuerto el 4 de octubre. Mientras tanto, 530 pasajeros quedaron varados en el Aeropuerto Internacional Nanning Wuxu debido a que dos vuelos se retrasaron más de cinco horas y otros dos fueron cancelados. Los servicios a lo largo del ferrocarril costero de alta velocidad de Guangxi entre Nanning y Beihai se interrumpieron desde el mediodía del 4 de octubre hasta la medianoche del 5 de octubre. Las atracciones escénicas se cerraron a partir del 4 de octubre y los turistas fueron evacuados. Se evacuó a unas 135.100 personas que vivían en zonas vulnerables.
El centro de Mujigae cruzó a Guangxi desde Guangdong en la noche del 4 de octubre, aunque las fuertes lluvias y los fuertes vientos afectaron a Guangxi hasta el 4 y el 5 de octubre. El tifón afectó a 2,67 millones de personas en la provincia. Los vientos más fuertes se registraron en el condado de Bobai, donde los vientos alcanzaron la Fuerza 12 en la escala de Beaufort, y se observó un pico de lluvia total de 418,6 mm (16,48 pulgadas) en la montaña Shengtang en el condado autónomo de Jinxiu Yao. En las montañas del sureste de Guangxi se produjeron numerosas inundaciones repentinas y deslizamientos de tierra, que dañaron carreteras y edificios. Una persona fue aplastada y muerta por un árbol caído en Nanning, el tifón mató a un total de dos personas en la provincia. Los daños a las líneas eléctricas provocaron que 1,155 millones de residentes de Guangxi se quedaran sin electricidad el 5 de octubre. El tifón destruyó por completo 954 casas, dañó severamente otras 1.532 casas y dejó 5.478 más con daños leves. Aproximadamente 144.800 hectáreas (358.000 acres) de tierras de cultivo se vieron afectadas por la lluvia y el viento, de las cuales 6.650 hectáreas (16.400 acres) se consideraron una pérdida total. Las pérdidas económicas directas ascendieron al menos a 919 millones de yenes (144 millones de dólares estadounidenses), de los cuales 752 millones de yenes (118 millones de dólares estadounidenses) correspondieron a la agricultura y 46,8 millones de yenes (7,33 millones de dólares estadounidenses) a daños materiales.

### Hainan
Antes de la tormenta, los servicios de tren entre la isla y el continente se suspendieron del 2 al 5 de octubre, mientras que los servicios en el ferrocarril de alta velocidad del anillo oriental de Hainan se interrumpieron el 4 de octubre. El estrecho de Qiongzhou se cerró al tráfico marítimo y se suspendieron los servicios de transbordador a través del estrecho. Se ordenó a los 25.584 barcos pesqueros de Hainan que regresaran al puerto para refugiarse. Se retrasaron 76 vuelos desde el aeropuerto internacional de Haikou Meilan y se cancelaron ocho. Sin embargo, las vías rápidas permanecieron abiertas al tráfico de vehículos. Los residentes en áreas propensas a inundaciones, como la isla Beigang, fueron evacuados a terrenos más altos. En la noche del 3 de octubre, 39.103 personas en Wenchang habían sido reasentadas en 57 refugios, mientras que 9.887 personas habían sido evacuadas en Qionghai. Hainan Power Grid puso 272 equipos (con un total de 4.559 trabajadores) y equipos por valor de 160 millones de yenes (25 millones de dólares estadounidenses) en espera para hacer frente a las interrupciones de los servicios eléctricos. Las atracciones turísticas marinas de Sanya, como la isla Wuzhizhou y partes de la bahía de Yalong, se cerraron a partir del 3 de octubre. Mientras tanto, todas las atracciones turísticas de Wenchang estuvieron cerradas desde la noche de ese día.
Mujigae produjo ráfagas de viento de Fuerza 11 a 14 en la escala extendida de Beaufort sobre las costas norte y oeste de Hainan. Aproximadamente 50-90 mm (2,0-3,5 pulgadas) de lluvia cayeron sobre la isla del 3 al 4 de octubre. El tifón afectó a 489.000 personas en Hainan y provocó pérdidas económicas de más de 136 millones de yenes (21,3 millones de dólares estadounidenses), aunque no se informaron muertes. Alrededor de 171.000 acres (69.000 hectáreas) de tierras de cultivo resultaron dañadas, lo que contribuyó a más de la mitad de la factura de daños de la provincia. Las pérdidas restantes procedieron del transporte y la industria, así como de los daños sufridos por las instalaciones de conservación del agua. Los suministros de energía se mantuvieron relativamente estables: alrededor de 47.000 clientes se quedaron sin energía y los servicios se restablecieron a 41.000 de ellos a fines del 4 de octubre. Se produjeron inundaciones a lo largo de varias calles de Haikou, sin embargo, la marejada ciclónica no entró en la ciudad y el tráfico no se vio afectado en su mayor parte. La reapertura comenzó el 4 de octubre cuando pasó el tifón, y los cierres impuestos a las atracciones turísticas de Sanya se levantaron la noche del 4 de octubre. Los vuelos desde el aeropuerto internacional de Haikou Meilan se reanudaron en la tarde del 4 de octubre. Todos los servicios de trenes se reanudaron en la mañana del 5 de octubre.

## Efectos en otros lugares
La influencia de Mujigae y un área de alta presión al norte trajo ráfagas y lluvias a Hong Kong del 3 al 5 de octubre cuando Mujigae pasó al sur del territorio. La señal de viento fuerte No. 3 se emitió del 3 al 4 de octubre y las señales de advertencia de tormenta de lluvia ámbar se emitieron dos veces en los dos días. Los totales de lluvia del 2 al 5 de octubre oscilaron alrededor de 150 mm (5,9 pulgadas), alcanzando hasta 250 mm (9,8 pulgadas) sobre la parte suroeste de la Isla Lantau. Las condiciones meteorológicas provocaron el desvío de 39 aviones del aeropuerto internacional de Hong Kong, y la interrupción de los servicios de ferry desde y hacia Macao. Se registraron al menos 30 incidentes de árboles caídos y 14 incidentes de inundaciones, y un árbol caído cerca de la estación de Fanling interrumpió los servicios de trenes al dañar los cables aéreos. Un corredor que participaba en una carrera entre Lantau y Sunset Peaks sufrió una fractura en el brazo cuando se salió de la pista en medio de las condiciones climáticas adversas.
La cercana Macao experimentó una situación similar del 3 al 5 de octubre. La señal de tifón No. 3 se elevó desde la noche del 3 de octubre hasta la mañana del 5 de octubre cuando las fuertes lluvias y los vientos racheados azotaron el territorio. Algunas inundaciones ocurrieron en regiones bajas. La Oficina de Servicios de Bomberos recibió 27 informes de árboles caídos; en total respondieron a 59 incidentes relacionados con tifones. Las tormentas eléctricas forzaron la cancelación de seis eventos al aire libre y retrasaron al menos 15 vuelos desde el Aeropuerto Internacional de Macao. El operador de transbordadores TurboJET suspendió los servicios de Macao a Shenzhen y Hong Kong. Una mujer de la Universidad de Macao sufrió cortes en las extremidades a causa de vidrios rotos y fue enviada al hospital. El clima adverso hizo que el número de visitas turísticas de Macao cayera un 16 por ciento en la semana posterior al tifón, borrando los beneficios de las vacaciones de la Semana Dorada de China.
Cuando Mujigae se debilitó tierra adentro sobre China, trajo lluvias torrenciales al norte de Vietnam y Tailandia. La combinación de Mujigae y un frente frío trajo hasta 100 mm (3,9 pulgadas) de lluvia a las regiones montañosas en las provincias de Quảng Ninh, Lạng Sơn y Cao Bằng. Mientras tanto, las fuertes lluvias en el noreste y centro de Tailandia tuvieron el efecto beneficioso de llenar los embalses, pero causaron varias inundaciones repentinas el 4 y 5 de octubre. Una en la provincia de Nakhon Sawan inundó y arruinó 2.000 rai (320 hectáreas; 790 acres) de tierras de cultivo. Otro en la provincia de Chachoengsao inundó 40 casas, causando daños a equipos agrícolas y electrodomésticos. En la provincia de Ratchaburi, una granja de cocodrilos se inundó y algunos de sus habitantes escaparon. Otras provincias afectadas por inundaciones repentinas fueron Chanthaburi y Kamphaeng Phet.

## Secuelas
Tras la llegada de Mujigae a Guangdong, el Centro Nacional de Reducción de Desastres de China y el Ministerio de Asuntos Civiles lanzaron una respuesta de emergencia de Nivel IV (el nivel más alto posible) en Guangdong y Guangxi. El gobierno local de Guangdong asignó 20 millones de yenes (3,1 millones de dólares estadounidenses) para ayuda inmediata en caso de desastre, y distribuyó suministros de ayuda por valor de 900.000 yenes (140.000 dólares estadounidenses) en Yanjiang y Maoming antes del 5 de octubre. Al día siguiente, las autoridades de Guangdong trasladaron 300 tiendas de campaña, 300 camas plegables, 2100 edredones, 4100 toallas, 3500 juegos de ropa y 250 luces de emergencia a las ciudades afectadas. El gobierno local de Guangxi invirtió ¥ 18 millones ($2,8 millones de dólares estadounidenses) en socorro en casos de desastre antes del 5 de octubre, con planes de reservar otros ¥ 29 millones ($4,5 millones de dólares estadounidenses). Alrededor de 24.800 trabajadores de China Southern Power Grid fueron enviados para restaurar los servicios eléctricos y, en la mañana del 6 de octubre, alrededor del 78 por ciento de los hogares habían recuperado la energía. Los cortes en Hainan y Guangxi se resolvieron por completo el 5 y 7 de octubre, respectivamente. Se esperaba que las reparaciones finales del suministro de energía, principalmente en Guangdong, donde Zhanjiang sufrió la mayor parte de los cortes de energía, se completaran en una semana.
El 27 de octubre, el gobierno chino anunció que se reservarían ¥ 300 mil millones (US $ 47 millones) de fondos para los esfuerzos de socorro en casos de desastre en Guangdong y Guangxi, además del norte de China afectado por la sequía. Esto cubriría los esfuerzos de reconstrucción y los gastos de manutención de los afectados por Mujigae en las dos provincias. La Comisión Nacional de Desarrollo y Reforma anunció el 5 de noviembre una contribución adicional de 103 millones de yenes (16 millones de dólares estadounidenses).

### Retiro
En la 48a sesión del Comité de Tifones de la CESPAP/OMM, celebrada del 22 al 25 de febrero de 2016, el nombre Mujigae se retiró a petición de China debido a los altos daños y el número de muertos causados por la tormenta. En 2017, se eligió el nombre Surigae como reemplazo.